# Уз (река, Тасмания)
Уз (англ. River Ouse) — река на острове Тасмания (Австралия), левый приток реки Деруэнт. В XIX веке она была также известна под названием Биг-Ривер (англ. Big River — «большая река»). Она берёт своё начало в северной части Центральной возвышенности острова Тасмания, и течёт сначала в юго-восточном, а затем в южном направлении, впадая в Деруэнт недалеко от посёлка Уз.

## География
Река Уз вытекает из озёр Джулиан (Julian Lakes), расположенных в нескольких километрах северо-восточнее национального парка «Стены Иерусалима», на высоте около 1210 м, примерно в 17 км западнее озера Грейт-Лейк.

Карта бассейна реки Деруэнт с указанием реки Уз

На высоте около 1150 м река Уз протекает через искусственное озеро Огаста (Lake Augusta), вытекая из него через плотину Огаста (Augusta Dam), расположенную у северо-восточной оконечности озера. Далее, на высоте около 1050 м, от реки Уз ответвляется канал Лайавени (Liawenee Canal), через который часть стока направляется в озеро Грейт-Лейк, из которого, через плотину Майена (Miena Dam) и реку Шаннон (Shannon River), часть забранного потока возвращается обратно в реку Уз.
Площадь бассейна реки Уз составляет 1478 км² — это примерно 17 % всей площади бассейна реки Деруэнт без эстуария (или около 16 %, если включать эстуарий). Среднегодовое количество осадков в бассейне Уза — 922 мм. Длина реки — около 131 км, средний расход воды — 3,7 м³/с.
Основные притоки реки Уз — реки Джеймс (James River, правый приток) и Шаннон (Shannon River, левый приток).
Примерно в 3 км выше места впадения в Деруэнт на реке Уз расположен одноимённый посёлок Уз. Через него, пересекая реку, проходит автомобильная дорога  Лайелл-Хайвей (Lyell Highway), соединяющая Хобарт с Куинстауном. Значительно выше по течению в долине реки Уз расположен посёлок Уоддамана, вблизи которого в начале XX века была построена первая в Тасмании гидроэлектростанция.

## Река Уз в искусстве
Несколько картин, на которых изображена река Уз, были написаны английским художником Джоном Гловером (John Glover, 1767—1849), который с 1831 года жил на Земле Ван-Димена (так до середины 1850-х годов называлась Тасмания). Одна из картин — «Аборигены на реке Уз, Земля Ван-Димена» (англ. Natives on the Ouse River, Van Diemen's Land, 1838) — хранится в Художественной галерее Нового Южного Уэльса в Сиднее. Другая картина Гловера — «Крещение на реке Уз преподобным Генри Доулингом» (англ. Baptism on the Ouse River by Rev. Henry Dowling, 1838) — принадлежит Художественной галерее Южной Австралии в Аделаиде.